# Felix Weingartner
Felix von Weingartner, Edler von Münzberg (Zadar, Dalmàcia, Croàcia, 2 de juny de 1863 - Winterthur, Suïssa, 7 de maig de 1942) fou un director d'orquestra austríac i també un compositor neoromàntic, pianista i escriptor.

## Biografia
Primerament fou deixeble de A. Remy i Wilhelm Mayer a Graz, i el 1881 ingressà en el Conservatori de Leipzig, on és alumne de Carl Reinecke, aconseguint dos anys més tard el premi Mozart. Llavors fixà la residència a Weimar, i allí, per recomanació de Franz Liszt estrenà la seva òpera Sakuntala el 1884. Weingartner comparteix el seu treball entre la direcció d'orquestra i l'administració artística fins al 1891. Paral·lelament, compon i escriu. En aquests anys fou successivament director d'orquestra dels teatres de Königsberg, Danzing, Hamburg, Frankfurt, i Manheim, assolint una envejable reputació, que el portà a ocupar els llocs més preeminents.
Tan sols tenia vint-i-vuit anys quan assolí la plaça de director d'orquestra de la cort, o sigui del teatre de l'Òpera, i dels concerts simfònics de Berlín, però el 1897 abandonà la direcció de les obres escèniques per a conservar solament la de les simfòniques. Poc temps després s'establí a Múnic com a director l'orquestra Kaim i ensems emprengué una sèrie de viatges per Europa. De 1908 a 1911 fou director de l'Òpera Imperial de Viena, i aquest càrrec fou l'últim fix, perquè a partir de llavors es dedicà amb major intensitat a la composició.
Mentre que Weingartner ja ocupa diverses posicions de direcció a Mannheim i Berlín, on tingué entre altres alumnes a Józef Koffler o Franz André, és escollit per Gustav Mahler el 1908 per dirigir l'Òpera de l'Estat de Viena per a un període de tres anys. De 1908 a 1927, Weingartner dirigeix l'Orquestra Filharmònica de Viena on estrena obres de compositors austríacs com Friedrich Frischenschlager. De 1919 a 1924, és director de l'Òpera popular de Viena. El 1927 es trasllada a Suïssa. De 1935 a 1936, dirigeix de nou l'Òpera de l'Estat de Viena. A més a més, treballa per a Hamburg, Boston, Múnic i Basilea.
Ben conegut a Espanya per haver actuat diverses vegades a Madrid i Barcelona, seguí actuant amb èxit en les principals ciutats d'Europa, i Amèrica, entre les excursions que va fer cal citar les que realitzà a l'Argentina el 1931 i 1932. Des de 1927 a 1934 fou director del Conservatori i de la Societat General de Música (Allgemeine Musikgesellschaft) de Basilea, i el 1935-1936 tornà a ser-ho de l'Òpera de Viena on tingué entre d'altres alumnes la pianista anglesa Moura Lympany.
De la seva participació activa en els esdeveniments musicals dels anys posteriors mereixen destacar-se el concert que dirigí a Londres (1936), com a invitat de la Royal Philarmonic Society, interpretant-se un programa especial de Brahms, i el 1937 la seva actuació a Viena dirigint un festival de la Filharmònica d'aquella ciutat. El 1938 dirigí tanmateix unes audicions donades per la BBC de Londres i un concert a Zúric; l'any següent tornà a actuar a Viena, al capdavant de l'Orquestra Filharmònica: prengué part en el Festival Internacional celebrat a Anvers i dirigí a Londres la Royal Coral Society en un concert entre les quals obres s'incloïa la seva Sinfoniette per a violí, viola, violoncel i petita orquestra; finalment (1940), participà en el festival Bournemouth i en algunes de les actuacions de la Royal Philarmonic de Londres.
Weingärtner fou un dels primers directors de la seva època, tant per la seva naturalitat i justesa de les seves interpretacions, batuta clara, precisa i elegant, complet domini sobre l'orquestra i sòlida tècnica.
També fou un distingit i fecund compositor, i entre les seves obres cal mencionar:
Encara que Weingartner hagi compost amb abundància (òperes, simfonies, lieder, i música de cambra), les seves obres són avui rarament intyerpretades.
En tant que director d'orquestra, ha influenciat generacions de músics per la seva tècnica tan clara com elegant, com per exemple els directors Olgerts Bistevins, Andíokhos Evanguelatos, o Paul Sacher.

## Principals obres

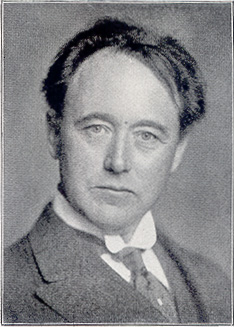
Felix Weingartner el 1904

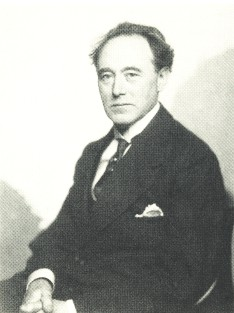
Felix Weingartner el 1914

### Simfonies
- Simfonia núm. 1 en sol, opus 23
- Simfonia núm. 2 en mi bemoll, opus 29
- Simfonia núm. 3 en mi, opus 49 amb orgue
- Simfonia núm. 4 en fa, opus 61
- Simfonia núm. 5 en do menor, opus 71
- Simfonia núm. 6 en si menor, opus 74, en record del 19 de novembre de 1828 («Tragèdia»). El segon moviment es basa en peces que recorden el moviment scherzo o minuet de la Simfonia inacabada de Schubert, en si menor D. 759.)
- Simfonia núm. 7, Coral, opus 87 (1935-7) (en manuscrit?)
- König Zear,
- Die Gefilde der Selingen,
- Erote Symphonie en sol major,
- Zweste Symphonie en Mi bemoll major,
- Dritte Symphonie mi major,
- Vierte Symphonie en fa major.

(Disponibilitat: Les simfonies han estat objecte d'una publicació discogràfica amb l'editor Cpo.)

### Òperes
- Sakuntala, opus 9, 1884
- Malakiwa, opus. 10, 1886
- Genesius, opus. 14, 1892
- Trilogia Orestes, opus. 30, 1902
- Kain und Abel, opus. 54, 1914
- Dame Kobold (de Pedro Calderón de la Barca; la mateixa peça ha inspirat a Carl Reinecke una obertura i a Joachim Raff una òpera), opus. 57, 1916
- Die Dorfschule, opus. 64, 1920
- Meister Andrea, opus. 66, 1920
- Der Apostat, opus. 72 - no publicada.

#### Música diversa
- quatre Quartets,
un Quintet, un Sextet, amb piano.
dues Sonates, per a violí.
Cors, música pel Faust de Goethe.
una sèrie de cants, peces per a piano, obertures, concerts per a violí i concerts per a violoncel.
Der Weg cicle de quinze cançons,

##### Escrits
- Die Lehre von d. Wiedergeb, und musik, drama.
Ueber das Dirigieren (1896, 5a, edició, 1920).
Bayreuth 1876-96.
Die Symphonie nach Beethoven.
Carl Spitteler, ein künstlerisches Erlebnis (1904).
Ratsläge f. Aufführungen Klass.
Symfonien, Beethoven I. II.
Schubert und Schumann (1906).
E. Künstlerfahrt nach Amerika (1921).
Lebenserinnerungen dos volums (1921),
Terra, ein Symbol.
Prolog drei Spiele.
Epilog.
Unwirkliches und Wirkliches.
Akkorde (gesammelte Aufsätze) .("Accords, reunió d'articles") 1912, etc.

## Anècdota
En el Període d'entreguerres, un director d'orquestra vienès havia preguntat al molt cèlebre Felix Weingartner a quin tempo havia de ser tocada la Cinquena simfonia de Beethoven. La seva resposta va ser la següent: «Estimat col·lega, toco justament aquesta simfonia diumenge pròxim. Vingui doncs, i ho sabrà!».

## Biografia
- (alemany) W. Jacob: F. von Weingartner. Ein Brevier. Wiesbadel 1933. <dbb Arxivat 2009-02-03 a Wayback Machine.>